# Epitálion
Epitálion är en ort i Grekland.   Den ligger i prefekturen Nomós Ileías och regionen Västra Grekland, i den södra delen av landet, 200 km väster om huvudstaden Aten. Epitálion ligger 77 meter över havet och antalet invånare är 1 953.
Terrängen runt Epitálion är huvudsakligen platt, men norrut är den kuperad. Havet är nära Epitálion åt sydväst. Runt Epitálion är det ganska tätbefolkat, med 54 invånare per kvadratkilometer. Närmaste större samhälle är Pýrgos, 7,0 km nordväst om Epitálion. Trakten runt Epitálion består till största delen av jordbruksmark.